# Île Marguerite
Die Île Marguerite, auch bekannt als Marguerite Island, ist eine felsige Insel vor der Küste des ostantarktischen Adélielands. Sie liegt 1,1 m nordwestlich der Île de l’Empereur und 2,8 km nordnordwestlich des Kap Margerie.
Teilnehmer einer französischen Antarktisexpedition kartierten und benannten sie 1951. Namensgeber ist die Ehefrau des Mechanikers René Dova, der in jenem Jahr auf der Station Port-Martin tätig war.